# Yacolla pikelinae
Yacolla pikelinae is een spinnensoort in de taxonomische indeling van de nachtkaardespinnen (Amaurobiidae).
Het dier behoort tot het geslacht Yacolla. De wetenschappelijke naam van de soort werd voor het eerst geldig gepubliceerd in 1967 door Pekka T. Lehtinen.